# Этьенн, Эндрю
Эндрю Этьенн (род. 9 октября 1990 года, Ла Бреа, Тринидад и Тобаго) — тринидадский футболист, защитник.

## Карьера
Начинал играть в футбол в тринидадском клубе "Пойнт-Фортин Сивик". Затем Этьенн выступал за "Сентрал", с которым он становился чемпионом страны. В 2017 году защитник уехал из страны и подписал контракт с командой "Гондурас Прогресо". Зимой 2019 года Этьенн переехал в Индию, где пополнил ряды местного коллектива I-лиги "Гокулам Керала". В этом клубе защитник выступает вместе со своим соотечественниками Маркусом Джозефом и Натаниэлем Гарсией.

## Сборная
За сборную Тринидада и Тобаго Эндрю Этьенн дебютировал 19 марта 2016 года в товарищеском матче против Гренады, который завершился со счетом 2:2.

## Достижения

### Национальные
- Чемпион Тринидада и Тобаго (2): 2015/16, 2016/17.

### Международные
- Победитель Карибского клубного чемпионата (1): 2016.